# 岡久雄
岡久雄（おか ひさお、1931年（昭和6年） - ）は、兵庫県芦屋市在住の日本の金融問題専門の著述家・市民運動家。

## 人物
山口県生まれ。早稲田大学商学部卒。26歳のときニット製品製造販売業「株式会社糸美屋」を設立。大手に顧客を多数持つ優良企業であったが、1989年（平成元年）に押しよせてくる繊維不況を見越して黒字のまま廃業（廃業するには、資産を元手に手形が実際に現金化されるまでの数カ月の期間、会社が営業を続けていくための運転資金（現金）が必要である）するはずであったが、北陸銀行大阪支店に突然融資を拒否されたため窮地に陥ったという（幸い旧知の仲である商社に助けてもらい難を逃れたという）。
青木雄二も「こんなことは漫画家であっても想像できない」と北陸銀行と大蔵省を非難していた。マスコミの話題に挙がると、銀行に「金を貸さなかったのは正当である」という理由で提訴され係争した。

## 著書
- こんな銀行ゼッタイ許せん！（KKロングセラーズ）